# Nhan Lương
Nhan Lương (chữ Hán: 颜良, bính âm Yan Liang) (160– 200) là một danh tướng dưới trướng Viên Thiệu trong thời Đông Hán và Tam Quốc của lịch sử Trung Hoa. Năm 200, Viên Thiệu mang quân nam tiến đánh Hứa Xương, trung tâm chính trị do Tào Tháo đang nắm vua Hiến Đế. Để có đường vượt Hoàng Hà an toàn, Viên Thiệu phái Nhan Lương tấn công thành Bạch Mã - nằm về phía đông bắc của Hứa Xương (Hà Nam ngày nay). Tào Tháo bày nghi binh giữ chân Viên Thiệu, còn quân chủ lực cấp tốc sang thành Bạch Mã để giải vây, ông bị Quan Vũ chém chết tại trận.
Người ta ít biết về cuộc đời của Nhan Lương. Sử sách ghi chép thông qua Tam Quốc chí của Trần Thọ cho một số thông tin về thân thế và sự nghiệp của ông. Theo đó, Nhan Lương là tướng có chức vụ cao nhất và nổi bật nhất dưới trướng của Viên Thiệu.

## Trong Tam Quốc diễn nghĩa
Tam quốc diễn nghĩa của La Quán Trung miêu tả ông là một chiến binh rất dũng mãnh. Trong trận Bạch Mã ông đã liên tiếp tiêu diệt các tướng Ngụy Tục và Tống Hiến của Tào Tháo, đồng thời đánh cho Từ Hoảng phải thua chạy, làm các tướng của Tào Tháo ai cũng ghê sợ. Sau đó Quan Vũ dưới lệnh của Tào Tháo đã chém chết ông lúc ông còn chưa kịp trở tay.

## Phim ảnh
- Phim TH Tam quốc diễn nghĩa năm 1994 do Tạ Gia Khởi (Xie Jiaqi) đóng